# Championnat de Ligue Professionelle 2
Lo Championnat de Ligue Professionelle 2 (CLP-2) è il secondo livello del campionato tunisino di calcio, gerarchicamente preceduto dallo Championnat de Ligue Professionelle 1.
La competizione ha cambiato nome diverse volte: Division d'honneur, B Nazionale, Ligue 2, fino all'attuale Championnat de la Ligue Professionnelle 2.

## Formula
Fino al 2012 era disputato secondo un unico girone all'italiana da 12 squadre: le prime due passavano nella massima serie, mentre le ultime due retrocedevano in Ligue 3. Dopo vari cambi di formula, nel 2018-2019 si è optato per due gironi da 12 squadre ciascuno, con le prime classificate dei due gironi promosse in massima serie e le ultime due di ogni girone retrocesse in terza serie. Nel 2019-2020 le prime due classificate di ciascuno dei due gironi hanno spareggiato tra loro per un posto in massima serie (per un totale di due posti disponibili), mentre i play-out, svoltisi in due gironi separati, hanno coinvolto le ultime quattro classificate di ciascun girone, con due retrocessioni nel primo girone e una nel secondo. Nel 2020-2021 la formula è mutata nuovamente, con quattro gironi da 6 squadre ciascuno: le prime due classificate di ogni girone (in totale otto squadre) sono state inserite in due gruppi da quattro squadre ciascuno, con le vincenti di questi due gruppi che hanno spareggiato per un posto in massima serie; le quattro squadre classificatesi all'ultimo posto di ciascun girone sono retrocesse in terza serie.

## Squadre
Stagione 2018-2019.

### Gruppo A
- AS Ariana
- AS Djerba
- AS Marsa
- AS Oued Ellil
- AS Soliman
- CO Médenine
- CS Korba
- ES Zarzis
- ES Jerba
- Olympique Béja
- Sfax Railway Sports
- US Siliana

### Gruppo B
- AS Kasserine
- CS Jbeniana
- CS Chebba
- EGS Gafsa
- ES Hammam-Sousse
- EO Sidi Bouzid
- ES Radès
- Jendouba Sport
- Océano Club de Kerkennah
- Sporting Ben Arous
- Stade Africain Menzel Bourguiba
- Stade Sportif Sfaxien

## Albo d'oro
| Anno    | Vincitore                                                                                   | Seconda classificata                                                                        |
| ------- | ------------------------------------------------------------------------------------------- | ------------------------------------------------------------------------------------------- |
| 1955-56 | (Divisione nord) Jeunesse Sportive Métouienne                                               | ?                                                                                           |
| 1955-56 | (Divisione sud) Stade Soussien                                                              | ?                                                                                           |
| 1956-57 | (Divisione nord) Union Sportive Tunisienne                                                  | Stade Populaire                                                                             |
| 1956-57 | (Divisione sud) Stade Soussien                                                              | ?                                                                                           |
| 1957-58 | (Divisione nord) Olympique du Kef                                                           | CA GAZ                                                                                      |
| 1957-58 | (Divisione sud) Stade Gabèsien                                                              | ?                                                                                           |
| 1958-59 | Conference A: Avenir Sportif de La Marsa                                                    | ?                                                                                           |
| 1958-59 | Conference B: U.S. Moly                                                                     | ?                                                                                           |
| 1958-59 | Conference C: Jeunesse Sportive Kairouanaise                                                | ?                                                                                           |
| 1958-59 | Conference D: E.S.M                                                                         | ?                                                                                           |
| 1959-60 | (Divisione nord) Al Mansourah CH                                                            | ?                                                                                           |
| 1959-60 | (Divisione sud) El Makarem de Mahdia                                                        | ?                                                                                           |
| 1960-61 | (Divisione nord) AMC Hammam Lif                                                             | Union Sportive Monastirienne                                                                |
| 1960-61 | (Divisione sud) Stade Gabésien                                                              | ?                                                                                           |
| 1961-62 | (Divisione nord) En'Nadi Ahly Mateur                                                        | ?                                                                                           |
| 1961-62 | (Divisione sud) E.S.M                                                                       | ?                                                                                           |
| 1962-63 | (Divisione nord) Club Athletique Bizertin                                                   | ?                                                                                           |
| 1962-63 | (Divisione sud) Sfax Railways Sports                                                        | ?                                                                                           |
| 1963-64 | (Divisione nord) Club Sportif de Hammam-Lif                                                 | ?                                                                                           |
| 1963-64 | (Divisione sud) Stade Sportif Sfaxien                                                       | ?                                                                                           |
| 1964-65 | (Divisione nord) Club Olympique des Transports                                              | ?                                                                                           |
| 1964-65 | (Divisione sud) Union Sportive Monastirienne                                                | ?                                                                                           |
| 1965-66 | Club Sportif Cheminots                                                                      | Union Sportive Monastirienne                                                                |
| 1966-67 | Club Olympique des Transports                                                               | Union Sportive Maghréhine                                                                   |
| 1967-68 | Club Sportif Cheminots                                                                      | Stade Sportif Sfaxien                                                                       |
| 1968-69 | Union Sportive Tunisienne                                                                   | Association Sportive de l'Ariana                                                            |
| 1969-70 | El Makarem de Mahdia                                                                        | Football Club Djerissa                                                                      |
| 1970-71 | (Divisione nord) Union Sportive Maghrébine                                                  | ?                                                                                           |
| 1970-71 | (Divisione sud) Stade Sportif Sfaxien                                                       | ?                                                                                           |
| 1971-72 | (Divisione nord) Club Sportif de Hammam-Lif                                                 | ?                                                                                           |
| 1971-72 | (Divisione sud) Jeunesse Sportive Kairouanaise                                              | ?                                                                                           |
| 1972-73 | (Divisione nord) Club Sportif Cheminots                                                     | ?                                                                                           |
| 1972-73 | (Divisione sud) Stade Sportif Sfaxien                                                       | ?                                                                                           |
| 1973-74 | (Divisione nord) Stade Africain Menzel Bourguiba                                            | ?                                                                                           |
| 1973-74 | (Divisione sud) Patriote de Sousse                                                          | ?                                                                                           |
| 1974-75 | (Divisione nord) Olympique du Kef                                                           | ?                                                                                           |
| 1974-75 | (Divisione sud) Jeunesse Sportive Kairouanaise                                              | ?                                                                                           |
| 1975-76 | (Divisione nord) Association Mégrine Sportive                                               | Stade Africain Menzel Bourguiba                                                             |
| 1975-76 | (Divisione sud) Union Sportive Monastirienne                                                | ?                                                                                           |
| 1976-77 | (Divisione nord) Stade Africain Menzel Bourguiba                                            | ?                                                                                           |
| 1976-77 | (Divisione sud) Stade Sportif Sfaxien                                                       | ?                                                                                           |
| 1977-78 | (Divisione nord) Olympique du Kef                                                           | ?                                                                                           |
| 1977-78 | (Divisione sud) Océano Club de Kerkennah                                                    | ?                                                                                           |
| 1978-79 | (Divisione nord) Club Sportif Menzel Bouzelfa                                               | ?                                                                                           |
| 1978-79 | (Divisione sud) Stade Gabésien                                                              | ?                                                                                           |
| 1979-80 | (Divisione nord) Club Olympique des Transports                                              | ?                                                                                           |
| 1979-80 | (Divisione sud) Union Sportive Monastirienne                                                | ?                                                                                           |
| 1980-81 | (Divisione nord) Association Mégrine Sportive                                               | ?                                                                                           |
| 1980-81 | (Divisione sud) El Makarem de Mahdia                                                        | ?                                                                                           |
| 1981-82 | (Divisione nord) Club Sportif de Korba                                                      | ?                                                                                           |
| 1981-82 | (Divisione sud) Stade Gabésien                                                              | ?                                                                                           |
| 1982-83 | (Divisione nord) Club Olympique des Transports                                              | ?                                                                                           |
| 1982-83 | (Divisione centro) Stade Soussien                                                           | ?                                                                                           |
| 1982-83 | (Divisione sud) Stade Sportif Sfaxien                                                       | ?                                                                                           |
| 1983-84 | (Divisione nord) Club Olympique des Transports                                              | ?                                                                                           |
| 1983-84 | (Divisione centro) Stade Nabeulien                                                          | ?                                                                                           |
| 1983-84 | (Divisione sud) Avenir Sporif de Gabès                                                      | ?                                                                                           |
| 1984-85 | (Divisione nord) Olympique de Beja                                                          | ?                                                                                           |
| 1984-85 | (Divisione centro) STIA Sousse                                                              | ?                                                                                           |
| 1984-85 | (Divisione sud) Océano Club de Kerkennah                                                    | ?                                                                                           |
| 1985-86 | Club Olympique des Transports                                                               | ?                                                                                           |
| 1986-87 | AS Kasserine                                                                                | Olympique du Kef & Grombalia Sport                                                          |
| 1987-88 | Avenir Sportif de La Marsa                                                                  | Océano Club de Kerkennah & Sfax Railways Sports                                             |
| 1988-89 | Club Sportif Cheminots                                                                      | AS Oued Ellil & Club Sportif de Hammam-Lif                                                  |
| 1989-90 | Club Athletique Bizertin                                                                    | Jeunesse Sportive Kairouanaise                                                              |
| 1990-91 | Océano Club de Kerkennah                                                                    | Espérance Sportive de Zarzis                                                                |
| 1991-92 | AS Kasserine                                                                                | Sfax Railways Sports                                                                        |
| 1992-93 | Olympique du Kef                                                                            | ES Beni-Khalled                                                                             |
| 1993-94 | Sfax Railways Sports                                                                        | Espérance Sportive de Zarzis                                                                |
| 1994-95 | Club Olympique des Transports                                                               | Avenir Sportif de Gabès                                                                     |
| 1995-96 | (Divisione nord) Stade Soussien                                                             | ?                                                                                           |
| 1995-96 | (Divisione sud) Océano Club de Kerkennah                                                    | ?                                                                                           |
| 1996-97 | Club Sportif de Hammam-Lif                                                                  | Club Olympique de Medenine                                                                  |
| 1997-98 | Union Sportive Monastirienne                                                                | ES Beni-Khalled                                                                             |
| 1998-99 | Nessuna squadra promossa per la riduzione delle partecipanti alla massima serie da 16 a 12. | Nessuna squadra promossa per la riduzione delle partecipanti alla massima serie da 16 a 12. |
| 1999-00 | AS Djerba                                                                                   | Club Sportif de Hammam-Lif                                                                  |
| 2000-01 | Club Olympique de Medenine                                                                  | Club Olympique des Transports                                                               |
| 2001-02 | AS Djerba                                                                                   | Avenir Sportif de La Marsa                                                                  |
| 2002-03 | ES Beni-Khalled                                                                             | Club Olympique des Transports                                                               |
| 2003-04 | EO Goulette Kram                                                                            | El-Gawafel Sportives de Gafsa & Espérance Sportive de Zarzis                                |
| 2004-05 | Jendouba Sport                                                                              | Jeunesse Sportive Kairouanaise                                                              |
| 2005-06 | Olympique de Béjà                                                                           | ES Hammam-Sousse                                                                            |
| 2006-07 | Stade Gabésien                                                                              | Jendouba Sport                                                                              |
| 2007-08 | ES Hammam-Sousse                                                                            | AS Kasserine                                                                                |
| 2008-09 | ES Zarzis                                                                                   | JS Kairouanaise                                                                             |
| 2009-10 | AS Marsa                                                                                    | AS Gabès                                                                                    |
| 2010-11 | US Monastir                                                                                 | ES Beni-Khalled                                                                             |
| 2010-11 | US Monastir                                                                                 | ES Beni-Khalled                                                                             |
| 2011-12 | Olympique du Kef                                                                            | ?                                                                                           |
| 2012-13 | Étoile sportive de Métlaoui                                                                 | ?                                                                                           |
| 2013-14 | Association sportive de Djerba                                                              | ?                                                                                           |
| 2014-15 | Union Sportive de Ben Guerdane                                                              | ?                                                                                           |
| 2015-16 | Avenir sportif de Gabès                                                                     | ?                                                                                           |
| 2016-17 | Stade Tunisien                                                                              | ?                                                                                           |
| 2017-18 | Club sportif de Hammam Lif                                                                  | ?                                                                                           |
| Anno    | Prima promossa                                                                              | Seconda promossa                                                                            |
| 2018-19 | Avenir Sportif de Soliman                                                                   | Croissant Sportif Chebbien                                                                  |
| 2019-20 | Olympique de Béja                                                                           | Avenir Sportif de Rejiche                                                                   |
| 2020-21 | Club Sportif de Hammam Lif                                                                  | Espoir sportif de Hammam Sousse                                                             |
| 2021-22 | Stade Tunisien                                                                              | EO Sidi Bouzid                                                                              |
| 2022-23 | El Gawafel Sportives de Gafsa                                                               | Avenir Sportif de La Marsa                                                                  |
| 2023-24 | JS El Omrane                                                                                | ES Zarzis                                                                                   |